# Колесниченко Костянтин Станіславович

Костянтин Колесниченко (Костянтин Станіславович Колесниченко, 26 липня 1983 р., Дніпропетровськ, УРСР)  — відомий український музикант, блюзмен, джазмен, виконавець на губній гармоніці.
Завдяки особливому і сучасному стилю гри Костянтин Колесниченко зайняв місце серед провідних українських виконавців на губній гармоніці і отримав популярність як серед слухачів, так і серед музикантів. У різні часи він отримав визнання всесвітньо відомих музикантів, серед яких Guy Davis, Adam Gussow, Jason Ricci, Pierre Lacocque, PT Gazell, Jelly Roll Johnson Dennis Moriarty, Bartosz Leczycki, Кіт Данн та ін.

## Життя
Костянтин Колесниченко народився 1983 року в м. Дніпро, Україна. Родина Костянтина була музикальною, на фортепіано грали його мати і дідусь, батько, Станіслав Колесниченко, був барабанщиком джазової групи «Гамма» і грав у першому складі джазового тріо відомого піаніста Андрія Кондакова. Деякий час Костянтин навчався у музичній школі по класу фортепіано, але у 13 років залишив навчання.
Закінчив 2000 року середню школу № 10. У 2001—2005 рр. навчався в Дніпропетровському національному університеті ім. Гончара на факультеті прикладної математики, 2008 року отримав в тому ж закладі другу освіту за спеціальністю «Міжнародна економіка».

## Музична кар'єра
У 19 років Костянтин почав грати на губній гармоніці. Вчився грі самостійно, за допомогою іноземних книжок і записів відомих виконавців. 2008 року він приєднався до Bullet Blues Band  — дніпровської блюзової групи та виступав у дуеті з гітаристом Олегом Лавриком. 2011 року у складі Bullet Blues Band взяв участь у I Українському фестивалі губної гармоніки в Києві та у II Міжнародному фестивалі «Бочка Блюз». 
2014 року Колесниченко випустив свій перший альбом If You Want to See This Blues. Альбом складався з джазових та блюзових стандартів і отримав позитивні відгуки слухачів і музикантів.
Наступний альбом Sweeten It Up вийшов 2015 року. В ньому Костянтин запропонував власну інтерпретацію п'яти всесвітньо відомих композицій, які отримали цікавий звук гармоніки.
2016 року він випустив свій третій альбом Hypnotized!, що містить суміш Jump Blues, West Coast Blues, приправлених свінгом соло від лідера квартету на губній гармоніці.
У червні 2017 року Konstantin Kolesnichenko Quartet брав участь у фестивалі Alfa Jazz Fest.
14 липня 2017 р. Konstantin Kolesnichenko Quartet випустив альбом під назвою Minor Differences. За версією Blues Junction Productions альбом увійшов в двадцятку кращих блюзових альбомів року.
Костянтин добре відомий серед цінителів блюзу та джазу в Україні, також має свою аудиторію серед шанувальників губної гармоніки в США та Європі. Музика Konstantin Kolesnichenko Quartet звучить на українських і закордонних радіостанціях (в тому числі BBC), статті про них пишуть відомі музичні видання, такі як Blues Junction Productions, Blues Music Magazine, Blues Blast Magazine, Soul Bag, National Harmonica Magazine, Cultoprostir.ua, YEP Magazine.
В 2019 році квартет Костянтина Колісниченка випустив альбом Tenderly, який продовжив традицію інструментальних альбомів з саундом органного квартету. Альбом був тепло прийнятий публікою.
У серпні 2022 року Konstantin Kolesnichenko Quartet взяв онлайн участь у щорічному фестивалі губної гармоніки SPAH, що проходив у Тулсі, Оклахома. 
На початку 2024 Костянтин випустив альбом Good Things: A tribute to George Smith. Альбом було записано в 4 країнах, до його створення долучилися відомі виконавці, зокрема Dennis Gruenling, Alabama Mike, Mátyás Pribojszki, Big Harp George та Daniel De Vita. На відміну від виключно інструментального формату попередніх альбомів, п'ять з десяти треків цього альбому містять вокальні виступи різних співаків.
Костянтин приділяє багато уваги популярізації блюзу і губної гармоніки, веде авторський курс блюзової гармоніки у Школі губної гармоніки Ігоря Гурського.  До того він є ендорсером фірми C. A. Seydel Söhne  — провідного світового виробника губних гармонік.

## Дискографія
- 2014  — If You Want to See This Blues — CD
- 2015  — Sweeten It Up — CD — Костянтин Колесниченко з друзями
- 2016  — Hypnotized! — CD — Konstantin Kolesnichenko Quartet
- 2017  — Minor Differences — CD — Konstantin Kolesnichenko Quartet
- 2019 — Tenderly — CD — Konstantin Kolesnichenko Quartet
- 2024 — Good Things. A tribute to George Smith — CD — Konstantin Kolesnichenko